# Stefano Melchiade Tramonte
Stefano Melchiade Tramonte (Livorno, 3 luglio 1921 – Milano, 2002) è stato un medico italiano, pioniere dell'implantologia italiana e mondiale.
Fu ricercatore, studioso e clinico del carico immediato. Introdusse in implantologia concetti, tecniche, strumenti e materiali che anticiparono di decenni le acquisizioni scientifiche successive. Fu tra i grandi implantologi degli anni sessanta, settanta e ottanta. Contribuì alla diffusione dell'implantologia nel mondo portando ovunque le sue conferenze e la sua tecnica e stimolando la produzione d'infinite copie del suo impianto.

## Biografia
Nacque a Livorno, in Toscana,  il 3 luglio 1921, in treno, durante un viaggio di trasferimento in Francia della famiglia. Ma in Francia non arrivò mai. Compì gli studi a Milano e suo compagno di liceo fu Ugo Pasqualini. Tra i due nacque un'amicizia ed un sodalizio scientifico professionale che durarono tutta la vita.
Durante la Seconda guerra mondiale combatté in Sicilia dove venne catturato ed inviato in campo di prigionia in Africa, dove imparò suo malgrado l'inglese.  Fuggì dal campo di prigionia otto volte e per otto volte venne ripreso. La nona riuscì ad imbarcarsi clandestinamente e a rientrare in Italia. Ripresa la vita civile, si laureò a Pavia in Medicina e Chirurgia e si dedicò all'odontoiatria appassionandosi subito alla nuova scienza riabilitativa: l'impiantologia orale endossea, di cui diventerà uno dei pionieri e dei massimi esponenti mondiali.
Profeticamente scrisse:
Nel 1959 progettò e realizzò, aiutato dal figlio Silvano che gli produceva i modelli in cera per le fusioni, il suo Impianto Endosseo Autofilettante in cromocobaltomolibdeno, il primo impianto concepito specificatamente per il carico immediato. Nel 1964, primo al mondo ad usarlo clinicamente, introdusse il titanio in implantologia inserendo in un paziente il primo impianto in titanio della storia dell'implantologia mondiale.
Nel 1965, mentre in Svezia un paziente riceve la prima fixture sperimentale di Branemark, Tramonte, già implantologo rinomato, presentò i suoi risultati con l'Impianto Endosseo Razionale in Titanio a Madrid, nella IV Riunione Internazionale della SEI.
Autore di numerose pubblicazioni e relatore internazionale in centinaia di Congressi, fu insignito di molte onorificenze tra cui le più prestigiose furono: la Commenda brasiliana “Manlio Formiggini”, il titolo di membro onorario del Collegio Internazionale di Ricerche del Lariboisière di Parigi, l'International Education Award dell'ICOI.
A lui si deve la codificazione della geometria degli impianti a spira larga di carico immediato (1961), l'introduzione dell'area di rispetto biologico (1962), la guida chirurgica per l'inserzione di impianti in parallelismo (1962), il reticolo per la corretta misurazione delle distanze sulle lastre endorali (1963), la prima casistica mondiale con un success rate superiore al 90% in implantologia a carico immediato (1964), l'introduzione del titanio in implantologia (1964), alcune manovre chirurgiche tuttora utilizzate e infine gli impianti di dimensione ridotta (mini impianti).
Si spense a Milano all'età di 82 anni, dopo una vita intera dedicata all'implantologia.

## Opere
- Tramonte S.M. Un nuovo metodo d'impianto endoosseo. Atti del V Congresso Nazionale SIOCMS; Napoli. 1962.
- Tramonte S.M  A proposito di una modificazione sugli impianti alloplastici. Rass Trim Odont 1963;44(2)129:36..
- Tramonte S.M. L'impianto endoosseo razionale. Milano: Ed. Lusy; 1964.
- Tramonte S.M. Intrabone implants with drive screws. J Oral Impl Traspl Surg 1965;4:126.
- Tramonte S.M. Su alcuni casi particolarmente interessanti d'impianto endoosseo con vite autofilettante. Ann Stom 1966;15(4):320.
- Tramonte S.M. Implantologie endo-osseuse: préjugées et craintes. L'Information Dentaire 1966;8:148.
- Tramonte S.M. A further report on intraosseus implants with improved drive screws. J Oral Impl Transp Surg 1966;9:78.
- Tramonte S.M. Intraosseous self-threading implantations. Personal method. Dent Cadmos 1971 Feb;39(2):192-208.
- Tramonte S.M L'impianto a vite autofilettante nella sostituzione di un solo dente mancante. Riv Eur Implant 1978;4:15-21.
- Tramonte S.M. Vite endoossea autofilettante. Attualità Dentale 1989;7:44-9.
- Tramonte S.M. L'impianto endoosseo a vite autofilettante. Trent'anni di esperienza personale. Milano: Editrice Cominplant; 1991.
- Tramonte S.M. L'impianto endoosseo a vite a carico immediato. Atti del 27º Meeting Internazionale Impianti e Trapianti Dentari del GISI. Bologna: 1997. p. 71.